# Master of Business Administration
Master of Business Administration (ve zkratce MBA, či M.B.A.) je titul magisterského stupně (master's degree) typický pro anglosaský svět. V doslovném překladu jde o magistra řízení obchodu nebo obchodů. Je zaměřený na získání znalostí v oboru managementu, přičemž někdy se uvedené překládá do češtiny jako magistr managementu. Jde o program (titul) magisterské úrovně EQF 7, a to původně ve Spojených státech amerických. Tento program původně vznikal při industrializaci země, kdy korporace hledaly vědecké přístupy k jejich řízení. Hlavními oblastmi zájmu, kterými se MBA programy zaobírají, a to v různých oblastech podnikání (businessu), jsou především: účetnictví, aplikovaná statistika, obchodní komunikace, obchodní právo, finance, manažerská ekonomika, management, marketing a další.

## Struktura studia
Magisterské studium ve světě vedoucí k získání magisterské kvalifikace (Master of Business Administration) může být obvykle jednoleté až tříleté, stejně jako tomu bývá u magisterského studia v případě Česka, přičemž ve většině zemí světa včetně Česka, či USA, zpravidla bývá předpokladem ke studiu vedoucímu k získání magisterské kvalifikace též úspěšně dokončené studium bakalářské úrovně (obvykle 3-4leté vysokoškolské studium). (Mohou případně ve světě existovat též souvislé magisterské programy, tedy obvykle 4-6leté.)
Navazující magisterský program (respektive vzdělání či titul) Master of Business Administration (ve zkratce MBA) může případně též předcházet bakalářský program ze stejného oboru, tedy typicky se může jednat o program Bachelor of Business Administration (ve zkratce BBA). Existuje též příp. i doktorský program – Doctor of Business Administration (ve zkratce DBA). BBA/MBA/DBA by se tedy daly svou strukturou přirovnat třeba i k českému bakaláři (Bc.), magistrovi (Mgr.), či doktorovi (Ph.D.), ve výše uvedeném (standardní třístupňová struktura, blíže: ISCED).
V různých částech světa se dnes užívá různý zápis a pravopis zkratek titulů, např. ve Spojených státech amerických se tyto zkratky píší především s tečkami, zatímco ve Spojeném království, Kanadě, Austrálii či na Novém Zélandu se často zkracuje bez teček, v jiných částech světa (např. Afrika) se zvyklosti mohou opět různit. Na školách ve světě nebo na zahraničních vysokých školách v Česku, či na jejich pobočkách, může být možné tento titul také získat a příp. jej v Česku i uznat (tzv. nostrifikace). Pokud se zkratky těchto titulů užívají, píší se za jménem odděleny čárkou. Tituly této kvalifikace – magisterské (i bakalářské), se však ve světě běžně neužívají, respektive nepíší, běžně tak bývají užívány až tituly vyšší – doktorské (akademicko-vědecké, tj. typicky Ph.D., DSc atp.).
Většina MBA programů též zahrnuje volitelné předměty a soustředění zaměřené pro další studium v určité oblasti, například typicky účetnictví, finance, či marketing. MBA programy v USA obvykle vyžadují získání asi 60 kreditů (typicky v podstatě jeden akademický rok v Česku). (Existují též programy, či tituly, jako Master of Economics, Master of Finance, Master of Accountancy, Master of Science in Marketing, Master of Science in Management a mnoho dalších.) MBA je profesním titulem; akreditační orgány speciálně pro programy MBA zajišťují konzistenci a kvalitu vzdělávání. Školy, které toto v mnoha zemích nabízejí, často též programy nabízejí tzv. „šité na míru,“ tedy různé formy: full-time study (blíže: denní studium), part-time study, executive (výuka orientovaná typicky na večery a víkendy), distanční studium (on-line), často jsou zahrnována soustředění atp.

### Akreditace
Především ve Spojených státech mohou být tyto MBA programy akreditovány, což značí, že vzdělávání na uváděné škole by mělo splňovat určité specifické standardy kvality vzdělávání.
V Česku akreditace příslušné instituce může být jedním z ukazatelů určité kvality. Garanci kvality poskytovaného MBA studia zaštiťuje například CAMBAS (Česká asociace MBA škol, z.s.p.o.), která sdružuje některé školy nabízející MBA programy a zároveň poskytuje vlastní akreditaci, jako záruku jejich kvality. Mezi členy CAMBAS v České republice jsou následující vzdělávací instituce: 
- Evropská výzkumná univerzita
- Made in Czechoslovakia, Education&Psychology
- Newton University
- Prague International Business School – PIBS
- Škoda Auto Vysoká škola o.p.s.
- University of New York in Prague – UNYP
- Vysoká škola báňská – Technická univerzita Ostrava, Ekonomická fakulta
- Vysoká škola ekonomická v Praze
- Vysoká škola finanční a správní – VŠFS
- Vysoká škola kreativní komunikace
- Vysoká škola logistiky
- Vysoká škola tělesné výchovy a sportu PALESTRA
- Vysoké učení technické v Brně, Fakulta podnikatelská

Obecným indikátorem kvality konkrétního MBA programu mohou být atributy jako dostatečná časová dotace výuky jednotlivých vzdělávacích modulů, kvalita studentů a vyučujících, networking nebo spolupráce vzdělávací instituce s partnerskými firmami.
Mezinárodní akreditace, např. americká AACSB, britská AMBA, ASIC a bruselská EFMD, která uděluje akreditaci European Quality Improvement System (EQUIS), mohou být jedním z ukazatelů určité kvality programů MBA a škol. Mezi ty nejprestižnější mezinárodně uznávané univerzity se řadí ty, které získají tzv. akreditaci „Triple Crown“ – kombinaci akreditací EQUIS, AMBA a AACSB. V České republice je jedinou institucí, která dosáhla této akreditace, Fakulta podnikohospodářská Vysoké školy ekonomické v Praze, trojitou akreditaci získala v březnu 2024.
Je třeba zmínit, že akreditační instituce mohou být soukromými subjekty (firmami) a tedy konkrétní školy (konkrétní firmy) v určité zemi často nemají povinnosti kupř. svůj MBA program (či kurs) mít akreditovaný od této akreditační autority, nicméně pro uchazeče akreditace může být jedním z vodítek pro výběr kvalitní instituce pro poskytování MBA vzdělání.

## Historie
Titul MBA má za sebou již více než stoletou historii. Kolébku manažerského vzdělávání bychom mohli hledat v USA na Harvardově univerzitě. Tento studijní program byl poprvé zaveden v roce 1908 na základě průkopnického výzkumu amerického inženýra  Fredericka Winslowa Taylora, který se velmi prosadil o vznik nové disciplíny a to management řízení. Vůbec první program MBA trval dva roky, navštěvovalo jej 80 studentů a vyučovalo jej 15 vyučujících.

## Hodnocení MBA škol
Lepší MBA školy jsou hodnoceny nezávislými prestižními publikacemi, jako je Businessweek, Financial Times nebo QS. V minulosti MBA školy hodnotil i The Economist.
V Česku žádný uznávaný žebříček MBA škol neexistuje. Zkoumání kvality MBA škol totiž musí zahrnovat data jako hodnocení absolventů, o kolik se jim zvedl příjem po absolvování MBA školy (procentuálně i absolutně), poměr studentů na učitele, počet citací v impaktovaných časopisech, mezinárodní zastoupení studentů i učitelů nebo spolupráci s kampusy po celém světě. Publikace navíc vyžadují dostatek hodnocení od absolventů, a to za poslední tři roky.

## Česko
V Česku vysoké školy poskytují akreditované studijní programy (tedy bakalářské, magisterské a doktorské programy) a programy celoživotního vzdělávání (CŽV). Dle zákona též existuje vzdělávání v mezinárodně uznávaném kursu, přičemž podrobnosti o tomto udává zmíněný zákon. Úspěšní absolventi příslušného kurzu případně tedy obdrží příslušné osvědčení (obdobně jako diplom/certifikát) o tomto absolvovaném vzdělání.
Rozdíl typicky amerického magisterského programu (MBA), oproti českému magisterskému programu v oblasti ekonomie (Ing.) bývá uváděn jako typicky ten, že americké školy si kladou jako podmínku pro přijetí do tohoto navazujícího programu též předchozí manažerskou praxi, a to obvykle tříletou.

### Uznávání MBA v Česku
Studium MBA není zahrnuto do systému českého vysokoškolského studia a kvalifikaci (titul) MBA získaný na některé vzdělávací instituci (firmě) v ČR principiálně není možné uznat (tzv. nostrifikovat). Výjimkou nicméně může být právě vysokoškolské magisterské studium MBA na vysoké škole v zahraničí (respektive zahraniční vysoké škole v Česku), standardně tedy 1-3leté (studium navazující na bakalářské studium, standardně tedy 3-4leté), kdy se eventuálně posoudí, zda takovéto studium odpovídá studiu potřebnému k získání obdobné kvalifikace v Česku (tedy magisterskému studijnímu programu – typicky inženýr v příslušné oblasti). Neexistuje žádná zastřešující akreditační asociace, protože každý stát, obdobně jako ČR, při eventuální nostrifikaci posuzuje konkrétní zahraniční studium MBA.
Aktuální podrobnosti k tomuto uvádí zákon, či eventuálně Ministerstvo školství, mládeže a tělovýchovy České republiky.

### Náplň MBA
Podmínky k přijetí do tohoto manažerského vzdělávání jsou ve většině institucí (firem) obdobné. Hlavním předpokladem k MBA je ukončené minimálně bakalářské vysokoškolské vzdělání, které může být ve výjimečných případech nahrazeno dostatečnou a prokazatelnou manažerskou praxí. Vzdělávání v MBA trvá zpravidla 1 rok až 2,5 roku. Při denní formě bývá zpravidla o půl až 1 rok kratší. Kurs bývá zpravidla ukončen závěrečnou ústní zkouškou spolu s obhajobou závěrečné práce. Nejčastější bývá MBA při zaměstnání (blíže: kombinované studium) a svojí flexibilitou a individuálním přístupem umožňují vzdělávání při zaměstnání, eventuálně jiné přizpůsobení. Existují též možnosti distančního (on-line) vzdělávání, tedy prakticky plně přes internet (blíže: distanční studium). Zakončuje se zpravidla obhajobou závěrečné práce a ústní zkouškou.
MBA poskytují obvykle jak teoretické vzdělání v základních disciplínách managementu, tak zvládnutí nezbytných praktických manažerských dovedností, jakými jsou např. řešení problémů, rozhodování, jednání a komunikace (exekutivní činnost). Během studia se rovněž využívají aktivní metody jako případové studie, didaktické hry, hraní rolí atp.
Vyučované předměty závisí na tom, jak je MBA orientován, jestli spíše obecně anebo zda je zaměřen na určitou konkrétní manažerskou disciplínu, jako je například management obchodu, HR management, realitní management nebo bezpečnostní a krizový management. Mezi předměty, které se zpravidla v každém MBA v té či oné podobě vyučují, patří především následující:
- Organizace a management
- Projektové řízení
- Strategické řízení
- Marketing
- Finanční management
- Účetnictví, bilanční analýzy, daňový systém
- Controlling
- Informační systémy a technologie
- Statisticko-matematické metody
- Hospodářské a obchodní právo
- Řízení lidských zdrojů
- Interkulturní management
- Komunikační trénink

### Kurs versus magisterské studium
V Česku v současné době je možno absolvovat MBA na některých institucích (respektive soukromých firmách), na soukromých vysokých školách. MBA též mohou někdy nabízet i veřejné vysoké školy. Průměrná výše poplatků za MBA v ČR se pohybuje přibližně mezi 100 000 až 200 000 Kč za akademický rok. V ČR se výuka provádí nejčastěji v jazyce českém, popř. v jeho kombinaci s angličtinou, nebo španělštinou, méně často výhradně v angličtině. Nejběžnější formou absolvování MBA v Česku bývá vzdělávání při zaměstnání (v průměru 2 roky). Při denní formě bývá zpravidla o půl až 1 rok kratší. MBA bývá zpravidla ukončen závěrečnou ústní zkouškou spolu s obhajobou závěrečné práce.
Důležité je, jakou formální povahu má MBA mít, zdali se má jednat o MBA program (řádné navazující/magisterské studium), nebo kurs (školení), které však některé firmy též označují jako MBA či jako MBA kurs nebo i jako MBA program. MBA uděluje akademická instituce (kupř. univerzita) ve své zemi dle příslušných zákonů této země. Existují také zahraniční instituce v Česku. Z formálního hlediska je tedy rozdíl, jestli se má jednat o MBA kurs, blíže kupř. též: vzdělávání v mezinárodně uznávaném kursu, nebo jestli se má jednat o magisterské (MBA) vysokoškolské studium (obvykle 1-3leté studium, kterému předchází vzdělání bakalářské, obvykle 3-4leté), které případně může být i uznáno (tzv. nostrifikováno), tedy formálně uznáno jako magisterské vysokoškolské vzdělání i v Česku (tedy jako magisterský titul či magisterské vzdělání).
V prvním případě (kurs) se udělováním takovýchto titulů (z kurzů/školení) nejedná o řádné vysokoškolské vzdělání, ale o jistý druh profesní nástavby – kurzu pro účastníka; tyto bývají oblíbeným způsobem zvyšování si vlastní kvalifikace (manažerské schopnosti atd.). Nicméně tyto profesní tituly, respektive kurzy, nepodléhají žádné akreditaci, nebo kontrole ze strany státního dozoru, a proto kvalita poskytovaného vzdělání může být zpochybněna. Takovéto kurzy mohou umožňovat uchazečům, kteří nesplňují formální podmínku ukončeného vysokoškolského vzdělání, další zvyšování si své vlastní kvalifikace. Zvyšování si vlastní kvalifikace prostřednictvím MBA programů/kurzů bývá oblíbené, a to především s přihlédnutím k náplni celého MBA kurzu (respektive tedy MBA studia) či užitečnosti pro konkrétního uchazeče. Oblíbené bývá MBA kupř. u lidí v manažerských (řídících) pozicích, tedy u lidí v exekutivě.
MBA bývá určeno především zástupcům středního a vrcholového managementu, majitelům společností, podnikatelům, představitelům neziskového sektoru či státní správy (více též: Master of Public Administration – MPA) a je založeno na propojování teoretických znalostí s praktickými dovednostmi. Oblíbené bývá MBA tedy u manažerů.

### Kritika
Jak je uvedeno, MBA není zahrnut do systému českého vysokoškolského studia. Kvalita vzdělání tak může být zpochybněna. Nejedná se o akademický titul magisterské úrovně dle české legislativy. U jména si v podstatě kdokoliv, mimo tituly absolventů vysokých škol dle českého zákona, může uvádět cokoliv, tedy kupř. i „profesní titul“ MBA získaný po (hypoteticky) jednodenním školení od soukromé firmy, která uvedené vydává podle sebe za „MBA studium“ či „MBA program,“ nicméně smysl takovéhoto jednání vzhledem ke vzdělání dotyčného žádný není.
Protože v některých případech dotyčný žádné řádné vysokoškolské magisterské studium (1-3leté) neabsolvoval, případně ani neabsolvoval předcházející řádné vysokoškolské bakalářské studium (3-4leté) nutné k navazujícímu, ale absolvovat pouze určitý kurs, či profesní školení, jehož kvalita může být zpochybněna, a následně užívá u jména titul úrovně master's degree, tedy MBA, stal se tak tento titul, obdobně třeba jako třeba RSDr., terčem řady vtipů, narážek a lidových pejorativních výkladů zkratky jako například: Mladý, Blbý, Ambiciozní (popř. Mladá, Blbá, Ambiciozní) nebo kupř. měsíc byl v Americe atp.
Bývá též upozorňováno na nebezpečí, kdy tedy v ČR studium MBA mohou nabízet bez žádoucí úrovně též „různí podnikavci,“ chápající jej především jako vlastní stroj na peníze.
Jakýkoliv vzdělávací kurs, formální či neformální, může být pro svého účastníka jistě přínosný, nicméně neměl by být tedy zaměňován s formálním vysokoškolským magisterským programem, respektive vysokoškolským studiem.